# Elixir (TV-serie)
Elixir var ett realityprogram i TV4 där kändisar skulle förbättra sina resultat i en idrott där de tidigare hade tränat på motionsnivå. Programmet hade premiär den 26 mars 2007.

## Deltagare
- Viktor Åkerblom Nilsson får träning av Anna Ottosson och Anja Pärson för parallellslalom mot Ola Rylander.[1]
- Thomas Hedengran tränas av Mathias Fredriksson för att åka Vasaloppet.[1]
- Gladys del Pilar tränas av Josefin Lillhage för att sänka det personliga rekordet med 10-20 procent.[1]
- Dhani Lennevald tränas i snowboard av Simon Ax för att delta i en Big Air-tävling.[1]
- Ernst Billgren tränas av Andreas Vinciguerra för att spela mot Stefan Edberg och ta minst ett game.[1]
- Amanda Renberg tränas av Robert Kronberg i häcklöpning för att tävla mot Jenny Kallur.[1]
- Jessica Folcker tränas av Paolo Roberto i boxning för att möta Åsa Sandell i New York.[1]